# Maison De Curti
La maison De Curti est une maison située à Belpech, en France.

## Localisation
La maison est située sur la commune de Belpech, dans le département français de l'Aude.

## Historique
L'édifice est inscrit au titre des monuments historiques en 1926.